# Conquesta musulmana de Síria
La conquesta musulmana de Síria (àrab: الفتح الإسلامي لبلاد الشام, al-fatḥ al-islāmī li-bilād ax-Xām) va tenir lloc durant la primera meitat del segle vii i fa referència a la regió coneguda com a Xam, Llevant mediterrani o Gran Síria. Les forces àrabs musulmanes ja s'havien apropat a les fronteres del sud fins i tot abans de la mort del profeta islàmic Mahoma el 632, resultant en la batalla de Muta el 629, però la invasió en si va començar el 634 sota els seus successors, especialment amb el califa Úmar ibn al-Khattab, amb Khàlid ibn al-Walid com a capitost més destacat.
La conquesta musulmana de Síria va ser ràpida atès que la població cristiana de la regió practicava en la seva majoria un cristianisme monofisita, corrent combatut per l'Imperi Romà d'Orient i el Patriarcat de Constantinoble. Això va produir molta opressió a la població de Síria, sobretot en l'aramea, l'hel·lena i l'àrab. També la situació de ruïna en què va quedar la regió després de la conquesta dels perses sassànides i la reconquesta per Heracli van provocar un increment dels impostos que van oprimir el poble, que va veure els àrabs musulmans com a alliberadors.

## Síria romana

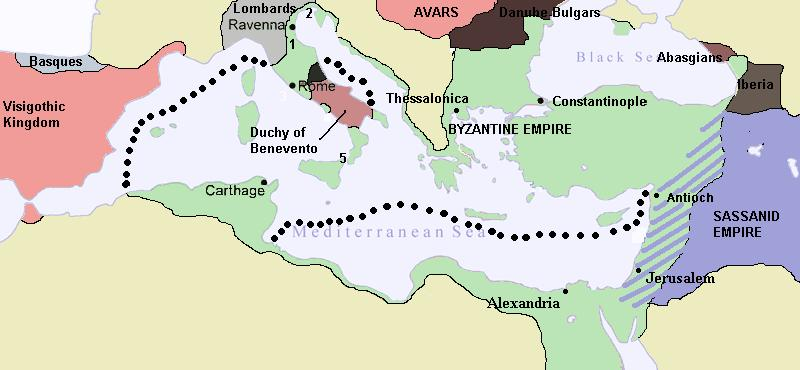
L'Imperi Romà d'Orient i l'Imperi Persa Sassànida el 626, poc abans de l'inici de l'expansió musulmana

La zona de Síria i el Llevant mediterrani havien estat en mans dels romans durant set segles quan les primeres forces musulmanes van arribar a la zona, i havien estat envaïdes per tropes perses de l'Imperi Sassànida en repetides ocasions durant els segles iii, vi i vii, així com assaltades pels aliats àrabs dels sassànides, els làkhmides. Durant el domini romà, després de la presa de Jerusalem l'any 70, tota la regió (Judea, Samaria i Galilea) va canviar oficialment de nom a Palaestina i es va subdividir en les Diòcesis I i II. Els romans també van canviar el nom d'una zona que cobreix el Nègueb, el Sinaí i la costa occidental de la Península Aràbiga a Palaestina Salutoris, ocasionalment coneguda com a Palaestina III. Part d'aquesta zona estava governada per l'estat àrab vassall dels gassànides. Durant l'última de les Guerres romano-sassànides, que va començar l'any 603, l'emperador persa Còsroes II va aconseguir ocupar Síria, Palestina i Egipte durant més d'una dècada abans de veure's obligat a signar la pau l'any 628 com a resultat de la batalla de Nínive. Així doncs, poc abans de la conquesta musulmana, els romans estaven encara reconstruint les seves estructures de poder a la zona, que en determinats llocs havien estat absents durant gairebé dues dècades. Des d'un punt de vista polític, la regió de Síria Palestina constava de dues províncies: la mateixa Síria, que s'estenia des d'Antioquia i Alep al nord fins a la part més septentrional del Mar Mort, i la província de Palestina, que quedava cap a l'oest i el sud del mateix Mar Mort. Síria era una terra eminentment siriaca i hel·lenitzada amb certa presència jueva i una població parcialment àrab, especialment a les zones orientals i meridionals. Els sirians cristians, jueus i àrabs havien estat allà des d'abans de la conquesta romana i alguns havien adoptat el cristianisme des que Constantí el Gran el legalitzés al segle iv i traslladés la capital des d'Itàlia fins a Bizanci (reanomenada Constantinoble).
La presència d'àrabs a Síria no havia tingut conseqüències més grans per al domini romà d'Orient de la província fins l'emigració de la poderosa tribu dels gassànides des del Iemen, que des de llavors van governar un regne semiautònom sota el paraigua romà d'Orient. La dinastia gassànida es va convertir en una de les dinasties principesques respectades per l'imperi, amb el rei gassànida governant sobre els àrabs de les terres de l'actual Jordània i del sud de Síria des de la seva capital a Bosrà. L'últim rei gassànida va ser Jabla bin al Aiham, que governava a la zona en el moment que les conquestes musulmanes van començar.
L'emperador romà d'Orient Heracli va tornar a capturar Síria dels perses i va establir nous sistemes defensius des de Gaza fins a l'extrem sud del Mar Mort. Aquestes defenses només estaven concebudes per protegir les línies de comunicació de l'atac esporàdic de bandits, i la gran majoria de les defenses romanes d'Orient es van concentrar a la zona nord de Síria per fer front als enemics tradicionals de l'Imperi Romà d'Orient: els perses sassànides. Per tant, aquesta disposició defensiva va permetre als musulmans penetrar en territori romà d'Orient fins a la mateixa Gaza abans de trobar-se un exèrcit regular que se'ls oposés.
El segle vii va ser una època de ràpids canvis militars a l'Imperi Romà d'Orient. Si bé és cert que l'imperi no estava prop del col·lapse quan es va enfrontar a la nova amenaça que arribava des d'Aràbia, el desgast sofert en la recent guerra romano-sassànida va fer que fracassés totalment a l'hora de fer front a aquest nou desafiament.

## Ascens del Califat
Mahoma va morir l'any 632 i Abu-Bakr va ser nomenat califa i successor polític del profeta a Medina. Poc després de la seva presa de poder, diverses tribus àrabs es van rebel·lar contra ell en les conegudes com a guerres de la Ridda o guerres d'Apostasia. La campanya de l'Apostasia va començar i va acabar l'onzè any després de l'hègira, i el 18 de març de 633 hi havia una Aràbia unida sota l'autoritat central del califa a Medina.
És difícil saber si Abu-Bakr pretenia llançar una conquesta total de l'Imperi Romà d'Orient, encara que la veritat és que va engegar un procés històric que en unes poques dècades donaria lloc a un dels majors imperis de la història. Tot va començar amb un enfrontament de les forces musulmanes sota el comandament del general Khàlid ibn al-Walid contra l'Imperi Persa.

## Inici de l'expedició a Síria

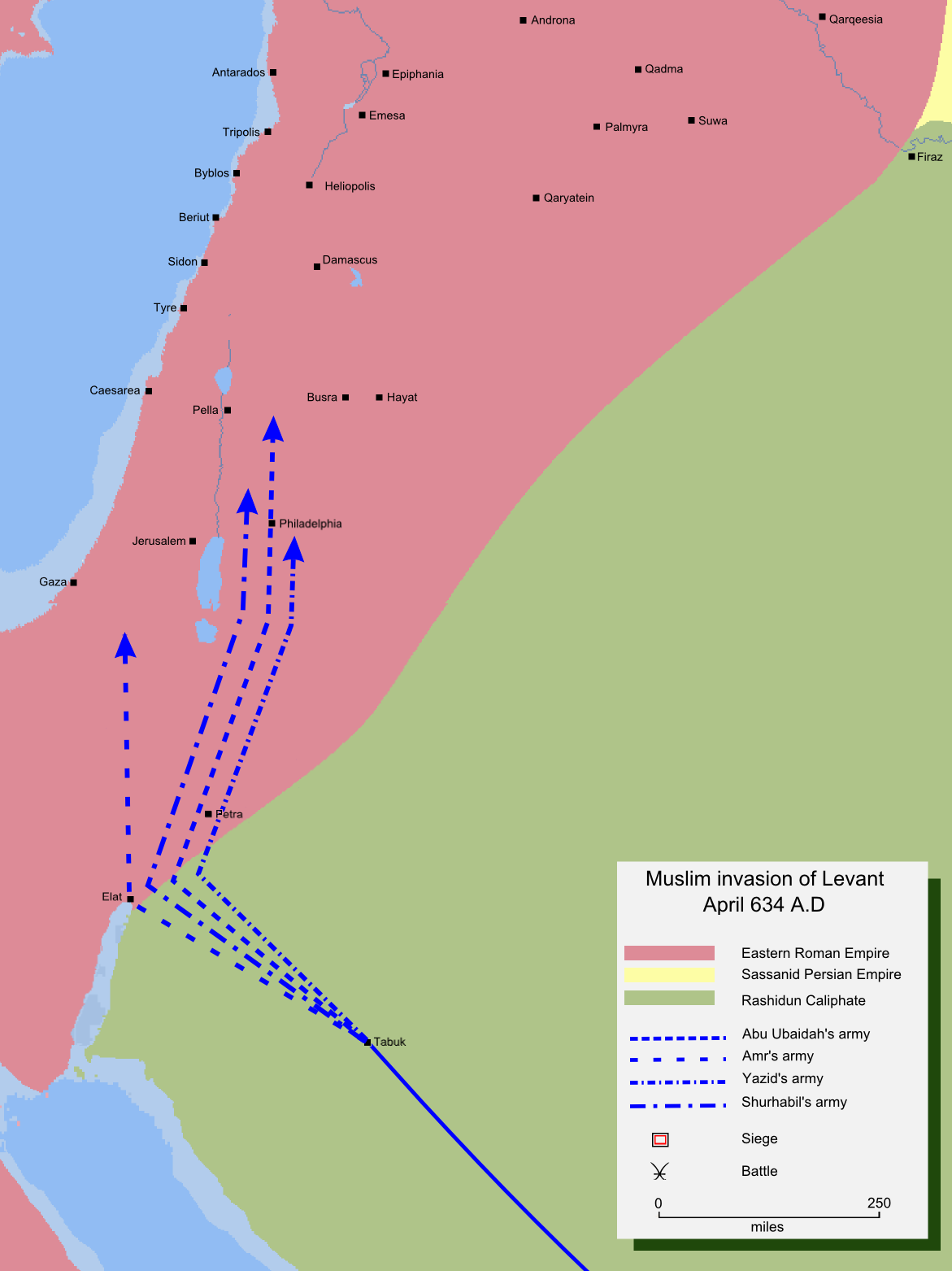
Moviments de l'exèrcit califal al Llevant Mediterrani

Després d'una sèrie de campanyes reeixides enfront de l'Imperi Sassànida i la subsegüent conquesta musulmana de Pèrsia, Khàlid ibn al-Walid va establir la seva base d'operacions en aquest territori. Hi va haver una sèrie de xocs contra els gassànides, clients romans d'Orient, mentre encara duraven els combats contra tropes sassànides. Després de la crida feta des de Medina, es van reclutar ràpidament nous contingents tribals de tota la Península Aràbiga. Només es va excloure dels exèrcits musulmans a aquells que s'havien rebel·lat en les guerres de la Ridda, condició que va durar fins que en 636, després de la batalla del Yarmuk i la batalla d'al-Qadisiyya, en què Úmar ibn al-Khattab es va veure obligat a recórrer-hi a causa de l'escassetat d'efectius. La tradició de reclutar exèrcits entre els contingents tribals va romandre intacta fins a aquest mateix any, quan Úmar va organitzar l'exèrcit com una part més de l'Estat. Així doncs, Abu-Bakr va organitzar les seves tropes en quatre cossos, cadascun d'ells dirigit pel seu propi comandant i mogut pel seu propi objectiu: 
- Amr ibn al-As va dirigir un exèrcit cap a Palestina, movent-se a través de la ruta d'Eilat i Wadi Araba.
- Yazid ibn Abi-Sufyan va dirigir les seves tropes cap a Damasc, traslladant-les per la ruta de Tabuk.
- Xurahbil ibn Hàssana tenia com a objectiu Jordània, i va seguir Yazid per la ruta de Tabuk.
- Abu-Ubayda ibn al-Jarrah es va dirigir cap a Èmesa per la ruta de Tabuk, un cop Xurahbil va haver passat.

Atès que no coneixia la posició exacta de l'exèrcit romà d'Orient, el califa Abu-Bakr va ordenar que els quatre cossos del seu exèrcit romanguessin en continu contacte perquè poguessin ajudar-se mútuament en cas que els romans d'Orient concentressin les seves tropes en un sector determinat. Per si es donés el cas d'haver de reagrupar-se per a una gran batalla, Abu-Ubayda va ser nomenat comandant en cap de tot l'exèrcit. La primera setmana d'abril de 634 les forces musulmanes van començar a avançar des de les seves bases als afores de Medina. El primer en marxar va ser l'exèrcit de Yazid, seguit de Xurahbil, Abu-Ubayda i Amr, cadascun a un dia de marxa del següent. El califa Abu-Bakr va caminar durant un breu període al costat de cada comandant, als qui va repetir les mateixes paraules: «No sigueu durs en la marxa, ni amb vosaltres mateixos ni amb el vostre exèrcit. No sigueu severs amb els vostres homes o amb els vostres oficials, als quals hauríeu de consultar sobre cada assumpte. Sigueu justos i renuncieu a la maldat i a la tirania, ja que cap nació injusta prospera ni aconsegueix la victòria sobre els seus enemics. Quan trobeu l'enemic, no li doneu l'esquena; ja que tot el que dona l'esquena, tret que sigui per maniobrar en la batalla o per reagrupar-se, es guanya la ira de Déu. El seu estatge serà l'infern, i quin lloc tan terrible és! I quan hàgiu aconseguit la victòria sobre els vostres enemics, no mateu dones o nens o ancians i no massacreu animals excepte per menjar-los. I no trenqueu els pactes que feu. Us trobareu amb gents que viuen com a ermitans en monestirs, creient que ho han lliurat tot per Déu. Deixeu-los en pau i no destruïu els seus monestirs. I trobareu a altres gents que són partidaris de Satan i adoradors de la Creu, que s'afaiten el centre dels seus caps perquè pugueu veure la pell. Escometeu-los amb les vostres espases fins que se sotmetin a l'islam o paguin la jizya. Us encomano a la cura de Déu.»

## Conquestes del califa Abu-Bakr

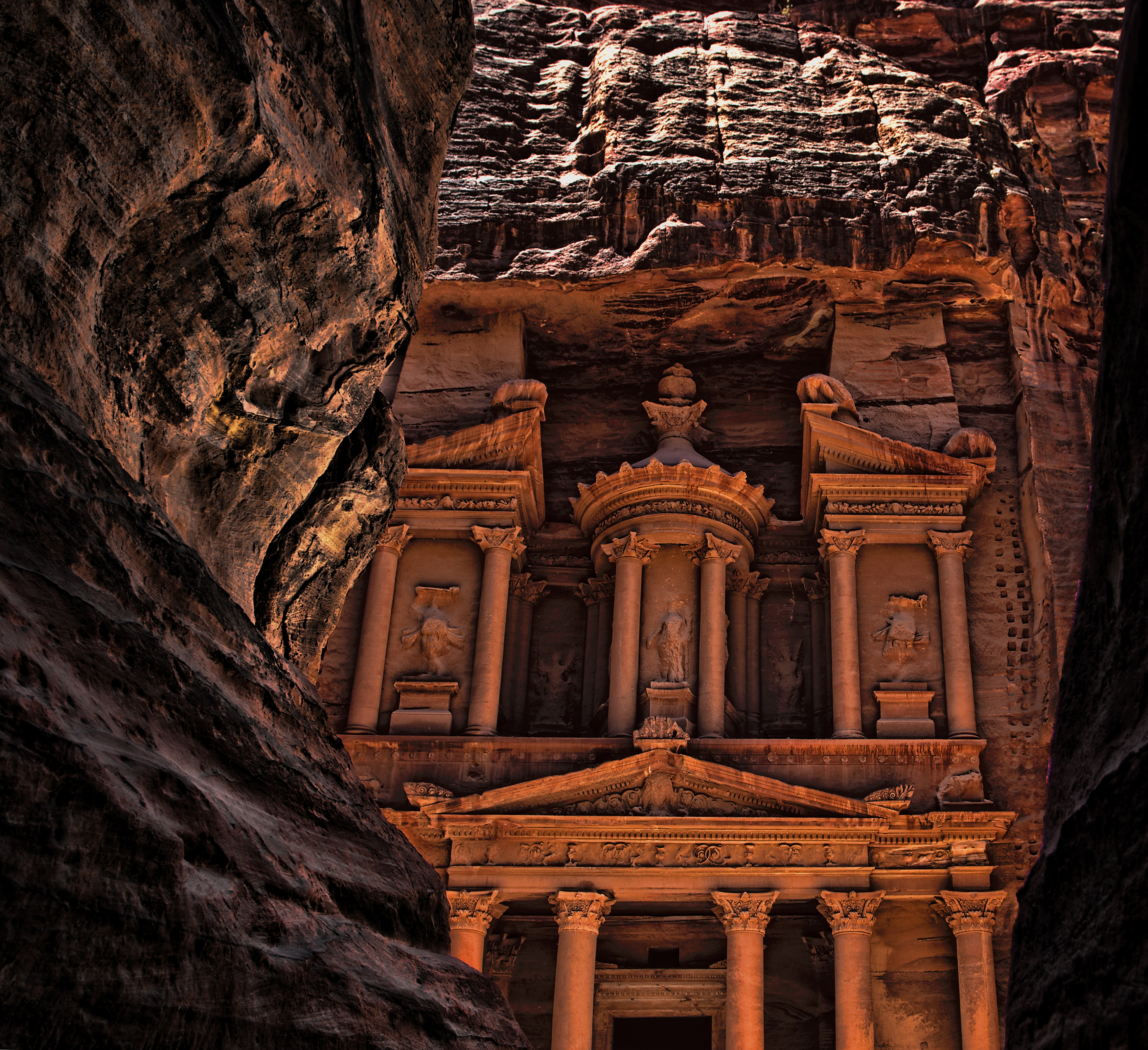
Ruïnes de la ciutat de Petra, una de les primeres de rendir-se davant l'avanç musulmà

En ruta cap al seu objectiu més enllà de Tabuk, l'exèrcit de Yazid va establir contacte amb una petita força àrab cristiana que es trobava en retirada d'una escaramussa amb la força avançada musulmana; posteriorment, Yazid es va dirigir al punt on la vall d'Aravà s'uneix amb l'extrem sud del Mar Mort. Com que la principal línia defensiva romana d'Orient començava a les regions costaneres properes a Gaza, Yazid va aconseguir la vall d'Aravà gairebé al mateix temps que Amr bin Al-As arribava a Elat. Els dos destacaments avançats enviats per l'exèrcit romà d'Orient per evitar l'entrada dels exèrcits de Yazid i Amr a Palestina van ser fàcilment derrotats, encara que van aconseguir evitar que els exèrcits califals aconseguissin els seus objectius previstos. Abu-Ubayda i Xurahbil, per la seva banda, van continuar amb la seva marxa i a principis de maig de 634 van aconseguir la regió entre Bosrà i Jabiya. L'emperador Heracli va començar a adoptar contramesures després de rebre informació dels moviments dels exèrcits musulmans de part dels seus clients àrabs. Seguint les ordres d'Heracli, una sèrie de forces romanes d'Orient de diverses guarnicions al nord van començar a desplaçar-se cap a una destinació comuna concertada a Ajnadayn. Des d'allà es podrien enfrontar a l'exèrcit d'Amr i maniobrar contra els flancs o la rereguarda de la resta de cossos de l'exèrcit musulmà que es trobaven a Jordània o al sud de Síria. La dimensió de les forces romanes d'Orient era, segons estimacions aproximades, d'uns 100.000 homes. Abu-Ubayda va informar el califa de les preparacions romanes d'Orient en la tercera setmana de maig. Com que Abu-Ubayda no tenia experiència com a comandant d'una força militar en grans operacions, i especialment contra el potent exèrcit romà d'Orient, Abu-Bakr va decidir enviar Khàlid ibn al-Walid al capdavant sirià per dirigir l'exèrcit musulmà. Segons les cròniques primerenques musulmanes, Abu-Bakr va dir: «Per Déu, destruiré els romans i els amics de Satan amb Khàlid ibn al-Walid.»

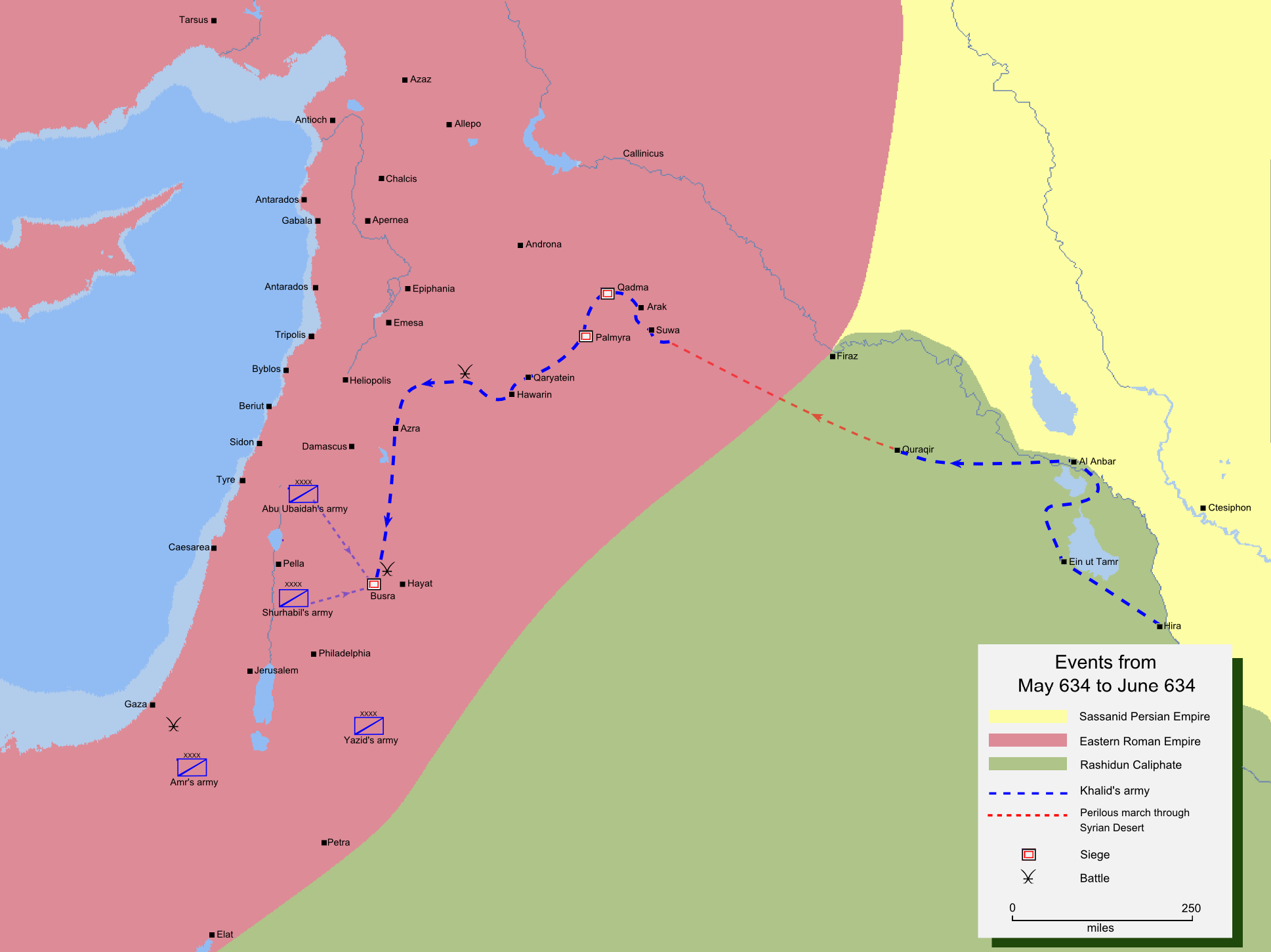
Mapa de la ruta de Khàlid ibn al-Walid en la conquesta de Síria

Khàlid va sortir immediatament cap al front sirià des d'Hira, a l'Iraq, a principis de juny de 634 portant un exèrcit d'uns 8.000 homes. Hi havia dues rutes possibles cap a Síria des de l'Iraq: o bé a través de Dúmat al-Jàndal, o bé per Mesopotàmia, travessant la ciutat d'al-Raqqa. Atès que els exèrcits musulmans a Síria estaven desesperadament necessitats de reforços, Khàlid va evitar la ruta convencional a través de Dúmat al-Jàndal, que hauria requerit unes valuoses setmanes. Khàlid també va evitar la ruta mesopotàmica per la presència de guarnicions romanes d'Orient al nord de Síria i Mesopotàmia, ja que no li va semblar assenyat enfrontar-s'hi en un moment en què l'exèrcit musulmà estava sent flanquejat. Khàlid va decidir seguir una ruta més ràpida cap a Síria: a través del desert sirià. Hi ha constància que els seus soldats van marxar dos dies pel desert sense una sola gota d'aigua abans d'aconseguir un oasi que havien establert com a parada intermèdia. D'aquesta manera, Khàlid es va endinsar en el nord de Síria agafant a l'exèrcit romà d'Orient pel seu flanc dret. Segons alguns historiadors moderns, aquesta enginyosa maniobra estratègica de Khàlid va ser la que va aconseguir desmuntar les defenses romanes d'Orient a Síria.

### Conquesta del sud de Síria
Les ciutats d'Ain Tamer, Quraqir, Suwa, Arak i Palmira van ser les primeres a caure en mans de Khàlid. Al-Sukhnah, al-Qaryatayn i Hawarin van ser preses després de la batalla de Qarteen i la batalla de Hawarin. Després de conquerir aquestes ciutats, Khàlid es va dirigir cap a Damasc a través d'un pas de muntanya conegut actualment com a Sanita al-Uqab (pas d'Uqab) pel nom de l'estendard de les tropes de Khàlid. Des d'allà es va allunyar de Damasc per dirigir-se a Bosrà, la capital de l'estat dels gassànides, vassalls de l'Imperi Romà d'Orient. Va ordenar a altres comandants àrabs que concentressin els seus exèrcits, encara propers a la frontera entre Síria i Aràbia, a Bosrà. A Maraj-al-Rahab, Khàlid va aconseguir una ràpida victòria sobre els gassànides a la batalla de Marj-al-Rahit. Mentrestant, Abu-Ubayda va ordenar a Xurahbil atacar Bosrà, la qual cosa va aconseguir assetjant-la amb el seu petit exèrcit de 4.000 homes. La guarnició romana d'Orient i gassànida, pensant que es tractava d'una avançada del principal exèrcit musulmà, va decidir sortir i destruir el cos de l'exèrcit de Xurahbil. Quan ja l'havien envoltat totalment va arribar Khàlid amb la seva guàrdia de cavalleria d'avantguarda per salvar Xurahbil. L'exèrcit combinat de Khàlid, Xurahbil i Abu-Ubayda va passar llavors a assetjar la ciutat de Bosrà, que es va rendir cap a mitjan juliol de 634 i això va significar la fi de la dinastia gassànida.

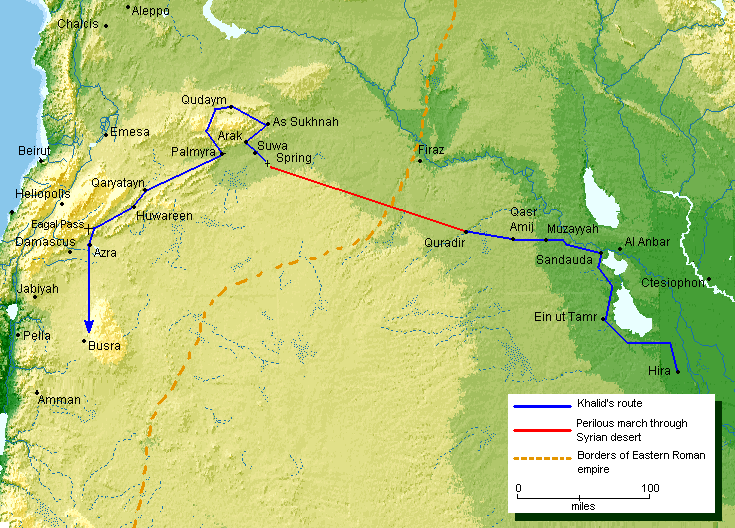
Mapa geogràfic que mostra la ruta de Khàlid ibn al-Walid en la seva conquesta de Síria

Va ser a Bosrà on Khàlid va rellevar Abu-Ubayda al comandament de tots els exèrcits musulmans, tal com havia decidit el califa. Una enorme quantitat de tropes romanes d'Orient s'estava concentrant a Ajnadayn per expulsar els exèrcits invasors de nou fins al desert. Les fonts musulmanes primerenques parlen d'un exèrcit de 90.000 homes, encara que la majoria dels historiadors moderns posen aquesta xifren en qüestió, si bé consideren que la batalla que va tenir lloc llavors va ser la que va fer fallida el poder romà d'Orient a Síria. Seguint les instruccions de Khàlid, tots els cossos de l'exèrcit musulmà es van concentrar a Ajnadayn, on van combatre en la batalla decisiva contra els romans d'Orient el 30 de juliol de 634. La derrota dels romans d'Orient en la batalla d'Ajnadayn va fer a tot Síria vulnerable als invasors musulmans. Khàlid va decidir capturar la fortalesa romana d'Orient de Damasc, de la qual estava al càrrec el gendre d'Heracli, Tomàs. Després de rebre informes de l'avanç musulmà cap a la seva ciutat, Tomàs es va preparar per defensar-la. Va demanar reforços a l'emperador Heracli, que en aquell moment es trobava a Èmesa, i va enviar algunes tropes a retardar o detenir l'avanç de Khàlid per tal d'aconseguir més temps per preparar-se per al setge. Un d'aquests exèrcits va ser derrotat en la batalla de Yaqusa a mitjan agost de 634, prop del llac de Tiberíades, a uns 145 quilòmetres de Damasc. Un altre exèrcit que va intentar detenir l'avanç musulmà va caure derrotat en la batalla de Maraj as Saffer el 19 d'agost de 634. Aquests enfrontaments van aconseguir retardar l'avanç de Khàlid i van donar a Tomàs prou temps per preparar el setge. A més, una sèrie de reforços van arribar a la ciutat enviats per Heracli després de sentir les males notícies de la derrota d'Ajnadayn; l'últim regiment enviat per Heracli no va aconseguir arribar abans que Khàlid, que havia arribat a Damasc el 20 d'agost, comencés el setge a la ciutat. Per aïllar a la ciutat de la resta de la regió, Khàlid va col·locar destacaments a la carretera cap a Palestina en el sud i cap a Èmesa al nord, així com molts altres destacaments menors en diferents rutes que sortien de Damasc. Les forces musulmanes van interceptar i van desbandar l'últim reforç manat per Heracli a la batalla de Sanita-al-Uqab, a 32 km de Damasc. L'exèrcit de Khàlid va resistir tres sortides dels soldats romans d'Orient assetjats intentant trencar el lloc abans d'atacar i conquerir la ciutat el 18 de setembre de 634, després de 30 dies de setge, si bé altres fonts afirmen que el setge va durar entre quatre i sis mesos. Després de sentir la notícia de la caiguda de Damasc, Heracli va anar d'Èmesa a Antioquia de l'Orontes. Es va acordar un breu armistici que permetia als ciutadans de Damasc obtenir la pau a canvi d'un tribut anual i que donava a l'exèrcit romà d'Orient tres dies per allunyar-se tant com pogués. Després d'expirar el termini, la cavalleria musulmana al comandament de Khàlid va atacar l'exèrcit romà d'Orient. Ho aconseguí fent servir una drecera desconeguda i el derrotà a la batalla de Maraj-al-Debaj, a uns 300 quilòmetres al nord de Damasc, en què va morir Tomàs.

## Conquesta sota el califa Úmar

### Relleu de Khàlid del comandament
Abu-Bakr, el primer califa, havia mort durant el setge de Damasc i Úmar l'havia succeït, la qual cosa va comportar el relleu de Khàlid ibn al-Walid del comandament dels exèrcits musulmans, substituït per Abu-Ubayda ibn al-Jarrah. Abu-Ubayda va rebre la carta amb el seu nomenament i la destitució de Khàlid durant el setge de Damasc, però va decidir esperar a la seva finalització abans d'anunciar-ho públicament. Khalid va mantenir la seva lleialtat al nou califa i va continuar exercint com a comandant de la cavalleria sota Abu-Ubayda.

### Conquesta del Llevant Central
Poc després del nomenament d'Abu-Ubayda ibn al-Jarrah com a comandant en cap, va enviar un petit destacament a la fira anual d'Abu-al-Qudas a Ablah, a prop de Zahlé a 50 quilòmetres a l'est de Beirut. A prop hi havia una guarnició romana i àrab cristiana, mal calculada pels informadors musulmans, que va rodejar ràpidament el petit destacament musulmà, però abans de ser destruït completament, Khàlid ibn al-Walid, enviat per Abu-Ubayda ibn al-Jarrah després de rebre una nova informació, va arribar al rescat de l'exèrcit musulmà, va derrotar la guarnició el 15 d'octubre de 634 i va tornar amb tones de botins saquejats de la fira i centenars de presoners romans. En capturar Síria central, els musulmans havien donat un cop decisiu als romans d'Orient. La comunicació entre Síria del Nord i Palestina es va tallar. Abu-Ubayda va decidir marxar cap a Fahl, que es troba a uns 150 metres sota el nivell del mar, on hi havia una forta guarnició romana i supervivents de la batalla d'Ajnadayn. La regió era crucial perquè a partir d'aquí l'exèrcit romà d'Orient podia atacar cap a l'est i tallar les comunicacions musulmanes amb Aràbia. A més, amb aquesta gran guarnició a la rereguarda, Palestina no podia envair. Khalid, comandant la guàrdia avançada, va arribar primer a Fahl i va comprovar que els romans d'Orient havien inundat les planes per bloquejar el riu Jordà. L'exèrcit romà d'Orient va ser derrotat finalment a la batalla de Fahl el 23 de gener de 635.

### Conquesta de Palestina
A continuació, els exèrcits musulmans van consolidar la seva conquesta del Llevant a mesura que Xurahbil ibn Hàssana i Amr ibn al-As van aprofundir cap a Palestina. Bet She'an es va rendir després d'una petita resistència seguida de la rendició de Tiberíades el febrer de 635. Úmar, després d'haver-se assabentat de la posició i la força de l'exèrcit romà d'Orient a Palestina, va escriure instruccions detallades als seus comandants i va ordenar a Yazid que capturés la costa mediterrània. Amr i Xurhabil van marxar contra la guarnició romana més forta i els van derrotar a la segona batalla d'Ajnadyn. Els dos cossos es van separar, i mentre Amr va capturar Nablus, Amawas, Jaffa, Haifa, Gaza i Yubna per tal de completar la conquesta de tota Palestina, Xurahbil es desplaçava contra les ciutats costaneres d'Acre i Tir. Yazid va avançar des de Damasc per capturar els ports de Sidó, Arqa, Byblos i Beirut. Cap al 635, Palestina, Jordània i el sud de Síria, a excepció de Jerusalem i Cesarea de Palestina, estaven en mans musulmanes. A les ordres d'Úmar, Yazid va assetjar Cesarea que, llevat de la suspensió del temps de la batalla del Yarmuk, va durar fins que el port va caure el 640.

### Batalles per Èmesa i segona batalla de Damasc
Després de la batalla de Fahl els exèrcits musulmans es van dividir. El cos de Xurahbil ibn Hàssana i Amr ibn al-As es van desplaçar cap al sud per capturar Palestina, mentre que Abu-Ubayda ibn al-Jarrah i Khàlid ibn al-Walid, amb un cos relativament més gran, es van desplaçar per conquerir el nord de Síria. Mentre els musulmans estaven ocupats a Fahl, Heracli, en intuir una oportunitat a la primavera de 636 va enviar ràpidament un exèrcit sota el general Teodor Tritiri per recuperar Damasc, on quedava una petita guarnició musulmana. Poc després, els musulmans, que acabaven de guanyar la batalla de Fahl, van anar a Èmesa. Mentrestant, l'exèrcit romà d'Orient es va dividir en dos, un desplegat a Maraj al Rome, a la vall de Beqaa dirigit per Schinos i l'altre, comandat per Teodor, estacionat a l'oest de Damasc. Durant la nit, Teodor va avançar a Damasc per llançar un atac sorpresa però l'espionatge de Khàlid el va poder informar i després d'haver rebut el permís d'Abu-Ubayda ibn al-Jarrah, es va dirigir cap a Damasc amb la seva guàrdia mòbil. Mentre Abu-Ubayda lluitava i derrotà l'exèrcit romà a la batalla de Maraj-al-Roma, Khalid es traslladà a Damasc amb la seva cavalleria i hi atacà i derrotà Teodor. Una setmana després, el mateix Abu-Ubayda es va dirigir cap a Heliòpolis de Síria, on hi havia el gran temple de Júpiter. El maig de 636, Heliòpolis es va rendir als musulmans després de poca resistència i va acceptar pagar un tribut. Abu-Ubayda va enviar Khalid directament cap a Èmesa. Èmesa i Calcis van oferir un tractat de pau durant un any. Abu-Ubayda va acceptar l'oferta i, en lloc d'envair els districtes d'Èmesa i Calcis, va consolidar el seu domini en terres conquerides i va capturar Hama i Maarrat al-Nu'man. Després d'haver reunit exèrcits importants a Antioquia, Heracli va enviar-los a reforçar àrees estratègicament importants del nord de Síria, com Èmesa i Calcis. El reforç romà d'Orient d'Èmesa va violar el tractat, i Abu-Ubayda i Khalid van marxar cap allà. Un exèrcit romà d'Orient que va detenir la guàrdia avançada de Khàlid va ser derrotat. Els musulmans van assetjar Èmesa, que finalment va ser conquerida el març del 636 després de dos mesos.

### Batalla del Yarmuk
Després de capturar Èmesa, Khàlid ibn al-Walid es va desplaçar cap al nord per capturar el nord de Síria, i a Xaizar va interceptar un comboi, i amb l'interrogatori dels presoners va conèixer l'ambiciós pla de l'emperador Heracli per recuperar de Síria amb un exèrcit de dos-cents mil homes, i Khàlid va posar punt final a la incursió. Després de les experiències anteriors, Heracli va evitar ara la batalla campal amb l'exèrcit musulmà. Els seus plans eren enviar reforços massius a totes les grans ciutats, aïllar els cossos musulmans els uns dels altres, per després encerclar i destruir els exèrcits musulmans per separat coordinant els atacs amb Isdigerdes III, l'emperador sassànida. Úmar ibn al-Khattab tenia coneixement d'aquesta aliança i va iniciar negociacions de pau amb Isdigerdes, i quan Heracli va llançar la seva ofensiva al maig del 636, Isdigerdes, probablement a causa de l'esgotament del seu govern, no va poder coordinar-se amb l'ofensiva heracliana, fet que va frustrar el pla.
El juny del 636 es van enviar cinc grans exèrcits per recuperar Síria. Khàlid temia que els seus exèrcits quedessin aïllats i fossin destruïts i va suggerir a Abu-Ubayda ibn al-Jarrah en un consell de guerra que consolidés tots els exèrcits musulmans en un mateix lloc per forçar una batalla decisiva amb els romans d'Orient, i els va concentrar a Jabiya. Aquesta maniobra va donar un cop decisiu al pla d'Heracli, ja que aquest no volia enviar les seves tropes a la batalla en camp obert contra la cavalleria lleugera musulmana. Des de Jabiya, de nou per suggeriment de Khàlid, Abu-Ubayda va ordenar a les tropes musulmanes que es retiressin a la plana del riu Yarmuk, on podia usar la cavalleria de manera efectiva. Mentre els exèrcits musulmans es reunien al Yarmuk, Khàlid va interceptar i trencar la guàrdia avançada romana, i va assegurar així un camí segur de retirada.
Els exèrcits musulmans van arribar a la plana a principis de juliol i a mitjans de mes va arribar l'exèrcit romà d'Orient. El comandant en cap romà d'Orient, Baanes, va enviar les forces gassànides comandades pel seu rei Jabala, per calibrar la força musulmana. La guàrdia mòbil de Khàlid els va derrotar i els va trencar en la darrera acció abans de la batalla. Durant un mes es van continuar les negociacions entre els dos exèrcits i Khàlid va anar a parlar amb Baanes en persona al camp romà d'Orient. Mentrestant, els reforços musulmans arribaven d'Úmar.
Abu-Ubayda va traslladar el comandament de camp de l'exèrcit musulmà a Khàlid. Finalment, el 15 d'agost es va lluitar la batalla del Yarmuk, que va durar sis dies i va acabar amb una derrota important per als romans d'Orient. Aquesta batalla i els successius combats de neteja van acabar per sempre amb la dominació romana del Llevant i Isdigerdes III va perdre el seu exèrcit a la batalla d'al-Qadisiyya el novembre del 636, tres mesos després de Yarmouk, la qual cosa va posar fi al control sassànida a l'oest de Pèrsia.

### Conquesta de Jerusalem
Amb l'exèrcit romà d'Orient en desbandada, els musulmans van recuperar ràpidament el territori que havien conquerit abans del Yarmuk. Abu-Ubayda ibn al-Jarrah va mantenir una reunió amb els seus alts comandants, inclòs Khàlid ibn al-Walid, i va decidir conquerir Jerusalem. El setge de Jerusalem va durar quatre mesos, després dels quals la ciutat va acceptar rendir-se, però només a Úmar ibn al-Khattab personalment. Amr-bin al-Aas va suggerir que s'havia d'enviar a Khàlid a suplantar el califa, a causa de la seva fortíssima semblança, però Khàlid va ser reconegut i Úmar va haver de venir ell mateix per acceptar la rendició de Jerusalem l'abril de 637. Després de Jerusalem, els exèrcits musulmans es van separar de nou, Yazid va anar a Damasc i després va capturar Beirut, i Amr i Xurahbil van sortir a conquerir la resta de Palestina, mentre que Abu-Ubayda i Khàlid, al capdavant d'un exèrcit de 17.000 homes es van desplaçar cap al nord per conquerir el nord de Síria.

### Invasió del nord de Síria

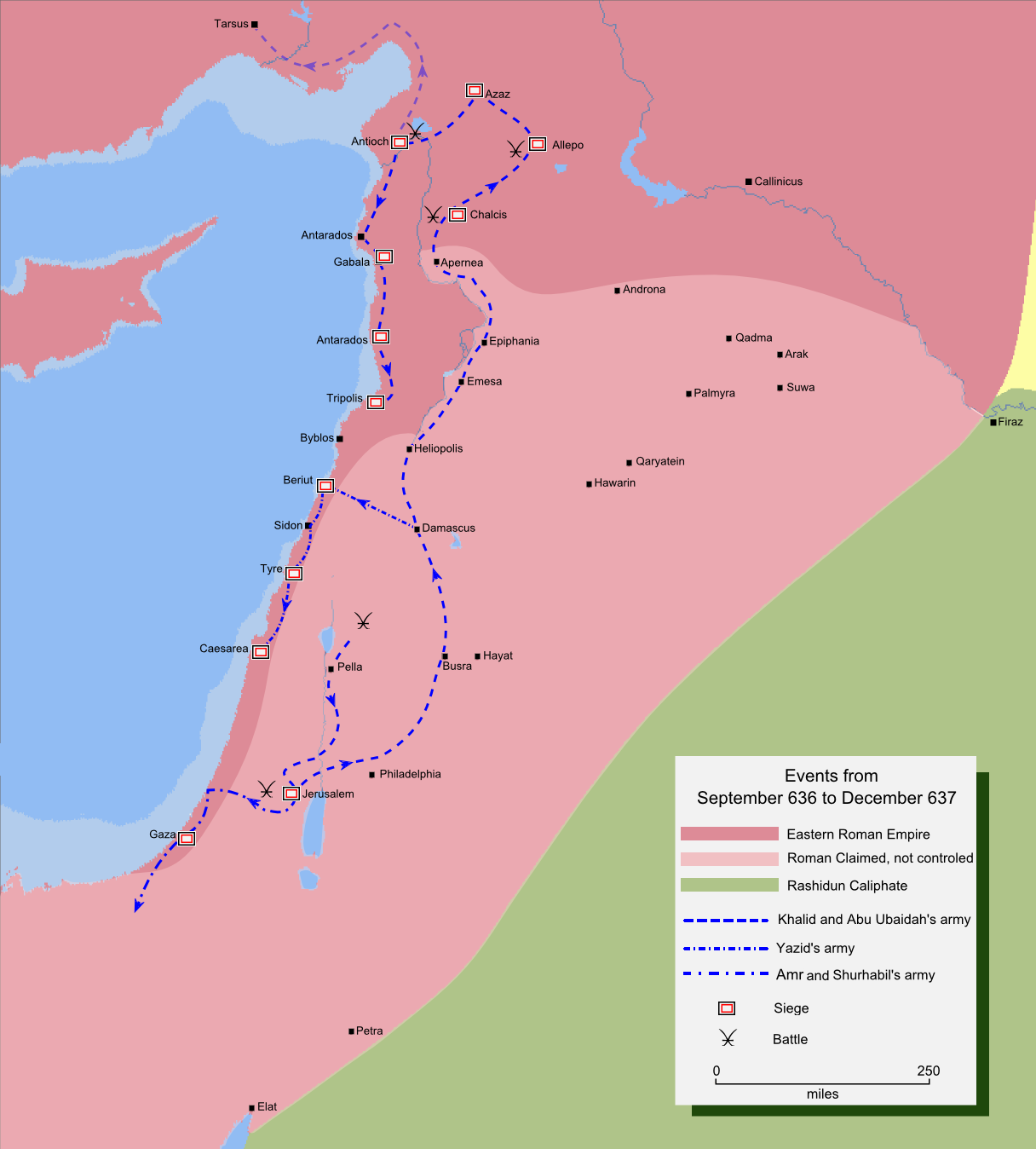
Mapa de la ruta de la invasió del nord de Síria

Amb Èmesa ja a la mà, Abu-Ubayda ibn al-Jarrah i Khàlid ibn al-Walid es van dirigir cap a Calcis de Síria, la fortalesa romana més significativa. Abu-Ubayda va enviar Khàlid amb la seva guàrdia mòbil cap a Calcis, pràcticament inexpugnable i custodiat per les tropes gregues de Menas, qui desviant-se de les tàctiques convencionals romanes d'Orient, va decidir enfrontar-se a Khàlid i destruir els principals elements de l'exèrcit musulmà abans que el cos principal pogués unir-se a Hazir a 5 quilòmetres a l'est de Calcis. La batalla de Hazir va suposar la derrota dels romans d'Orient.
Abu-Ubayda aviat es va unir a Khàlid a Calcis, que es va rendir el juny de 637. Amb aquesta victòria estratègica, el territori al nord de Calcis va quedar obert als musulmans. Khàlid i Abu-Ubayda van continuar la seva marxa cap al nord i van assetjar Alep, que va ser capturat després de la ferotge resistència romana l'octubre de 637. Abans de marxar cap a Antioquia, Khàlid i Abu-Ubayda van decidir aïllar-la enviant destacaments al nord per eliminar totes les forces romanes d'Orient que va poder i van capturar la guarnició de la ciutat d'Azaz, a 50 quilòmetres d'Alep, llavors els musulmans van atacar Antioquia des del costat oriental, donant com a resultat la batalla del pont de ferro en la qual l'exèrcit romà d'Orient, compost pels supervivents del Yarmuk i d'altres campanyes sirianes, va ser derrotat, retirant-se a Antioquia, amb què els musulmans van assetjar la ciutat. Amb poca esperança d'ajudar de l'emperador, Antioquia es va rendir el 30 d'octubre de 637, amb la condició que totes les tropes romanes d'Orient rebessin un pas segur a Constantinoble. Abu-Ubayda va enviar Khàlid cap al nord i ell mateix va marxar cap al sud i va capturar Latakia, Jablah, Tartus i les zones costaneres a l'oest de les muntanyes de l'anti-Líban. Khàlid es va desplaçar cap al nord i va atacar el territori fins al riu Kızılırmak a Anatòlia. L'emperador Heracli ja havia deixat Antioquia per Edessa abans que arribessin els musulmans. Després va organitzar les defenses necessàries a la Jazira i Armènia i va marxar cap a Constantinoble. Pel camí, va tenir una escapada estreta quan Khàlid, que acabava de capturar Marash, es dirigia cap al sud cap a Manbij. Heracli va agafar ràpidament el camí muntanyós i, al passar per les portes cilítiques, es diu que «Adéu, un llarg comiat de Síria, la meva justa província. Ara pertanys a un infidel (enemic). La pau estigui amb tu, Oh, Síria: quina bellíssima terra seràs per a les mans de l'enemic».
Després de la derrota devastadora al Yarmuk, la resta de l'Imperi Romà d'Orient va quedar vulnerable, amb pocs recursos militars i incapaç d'intentar una remuntada militar a Síria. Per guanyar temps per preparar una defensa de la resta del seu imperi, Heracli van necessitar tenir als musulmans ocupats a Síria amb l'ajuda dels cristians de Jazirah, principalment de Circèsion i Hīt, que van reunir un gran exèrcit i van marxar contra Èmesa, la seu de Abu-Ubayda. Abu-Ubayda va retirar totes les seves forces del nord de Síria cap a Èmesa, i els cristians van establir un setge. Khàlid era partidari d'una batalla oberta fora del fort, però Abu-Ubayda va remetre l'assumpte a Úmar ibn al-Khattab, que va enviar un destacament d'Iraq per envair la Jazira des de tres rutes diferents. Un altre destacament va ser enviat a Èmesa des de l'Iraq sota Qa'qa ibn Amr, un veterà del Yarmuk, que originalment havia estat enviat a Iraq per a la batalla d'Al-Qādisiyya. El mateix Úmar va marxar de Medina amb 1.000 homes.
El 638, els musulmans van atacar Hīt, que van trobar ben fortificada i van deixar una part de l'exèrcit per imposar un setge a la ciutat, mentre que la resta va passar després de Circèsion. Quan els cristians van rebre la notícia de la invasió musulmana de la seva pàtria, van abandonar el setge i es van retirar ràpidament. En aquest moment, Khàlid i la seva guàrdia mòbil van sortir del fort i van devastar el seu exèrcit atacant-los des de la rereguarda.
Per ordre d'Úmar, Sad ibn Abi-Waqqàs, comandant de l'exèrcit musulmà a l'Iraq, va enviar un exèrcit sota Iyad ibn Ghanm a conquerir la regió entre el Tigris i l'Eufrates fins a Urfa. En 639 o 640, Raqqa va caure en mans musulmanes, seguida per la majoria de la Jazira, l'última base de l'Imperi Romà de l'Orient a la regió, que es va rendir pacíficament i va acceptar pagar la jizya.

### Campanyes a Armènia i Anatòlia

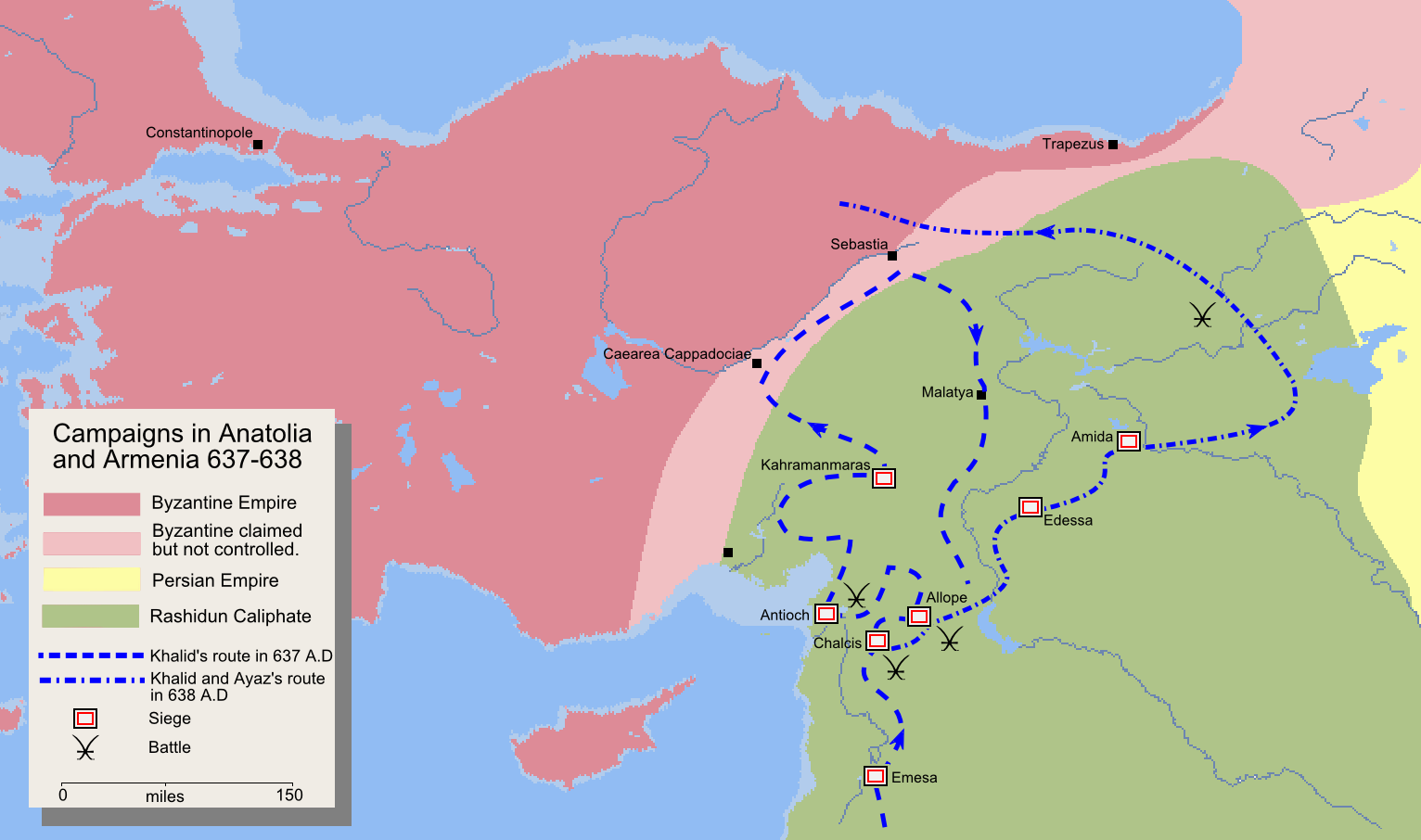
Mapa de la ruta de les ràtzies de Khàlid ibn Walid i Iyad ibn Ghanm's a Anatolia.

La conquesta de Jazirah es va completar cap al 640, després que Abu-Ubayda ibn al-Jarrah va enviar Khàlid ibn al-Walid i Iyad ibn Ghanm per envair el territori romà d'Orient al nord. Van marxar independentment i van capturar Edessa, Amida, Malatya i tota Armènia fins a Ararat i van assaltar el nord i el centre d'Anatòlia. Heracli ja havia abandonat tots els forts entre Antioquia i Tàrtus per crear una zona de coixí entre les zones controlades pels musulmans i Anatòlia. A continuació, Úmar ibn al-Khattab va detenir l'expedició i va ordenar que Abu-Ubayda, ara governador de Síria, consolidés el seu govern. Aquesta decisió es pot explicar amb la destitució de Khàlid de l'exèrcit, que va posar fi a la seva carrera militar, i per una sequera després d'una plaga l'any següent.

## Campanyes del califa Uthman
Durant el regnat del califa Uthman ibn Affan, Constantí III Heracli va decidir recuperar el Llevant, que havia perdut als musulmans durant el regnat d'Úmar ibn al-Khattab. Es va planificar una invasió a gran escala i es va enviar una gran força per reconquerir Síria. Muàwiya ibn Abi-Sufyan, el governador de Síria, va demanar reforços i Uthman va ordenar al governador de Kufa l'enviament d'un contingent que, juntament amb la guarnició local, va derrotar l'exèrcit romà d'Orient al nord de Síria. El 645-646, Sufyan ibn Mujib al-Azdí, designat per Muàwiya, va aconseguir apoderar-se de Trípoli, capturant l'últim bastió romà d'Orient a la costa llevantina. Uthman va donar permís a Muàwiya per construir una marina, i des de la seva base a Síria, els musulmans van utilitzar aquesta flota per capturar Xipre el 649, Creta i Rodes. Les incursions anuals cap a l'Anatòlia occidental van dissuadir els romans d'Orient de nous intents per recuperar Síria. El 654-655, Uthman va ordenar la preparació d'una expedició per capturar Constantinoble, però, a causa del malestar al califat que va acabar amb el seu assassinat el 656, l'expedició es va endarrerir durant dècades, només es va intentar sense èxit sota els omeies.